# Leopold Eberhard Bonsen
Leopold Eberhard Bonsen (auch Bonzen; * 1699 in Montbéliard; † 1788 ebenda) war ein französischer lutherischer Theologe.

## Leben
Leopold Eberhard Bonsen wurde in Montbéliard als Sohn eines Deutschen und einer Französin geboren. Er studierte Theologie an der Universität Straßburg. 1723 wurde er Vikar an der französischen Kirche in Straßburg, war anschließend als Hauslehrer tätig. 1727 wurde er als Konrektor des Gymnasiums in seiner Heimatstadt eingesetzt. Acht Jahre darauf beförderte man ihn zum Rektor. Zum Superintendenten ernannte man ihn im Jahr 1769. 1788 verstarb er in seiner Heimatstadt.
Bonsen war Vertreter der strengen lutherischen Orthodoxie und richtete sich gegen die Reformierte Kirche und gegen den Pietismus, weshalb er einen heftigen Streit mit seinem Nachfolger Jean-Jacques Duvernoy ausfocht. 1747 veröffentlichte er Recueil de Cantiques, eine Neubearbeitung der Cantiques spirituels, in denen deutsche Choräle in französischer Nachdichtung wiedergegeben wurden. Hier sind auch einige von ihm übersetzte Lieder zu finden, die teilweise noch im Gebrauch sind.